# Oksøy fyr
Oksøy fyr ligger på en ø i Kristiansandsfjorden, Kristiansand kommune i Agder fylke i Norge. Fyrstationen er et kystfyr som blev oprettet i 1832. Sammen med Odderøya fyr og Grønningen fyr danner fyret en sammenhængende struktur af navigationshjælpemidler for indsejlingen til kysten og Kristiansand havn fra Skagerrak.

## Det første anlæg
Det første fyr på Oksøy var 23 meter højt, bygd i tegl. Der blev også bygget en beboelse og et udhus for fyrforvalteren. Oksøy fyr ble tændt for første gang den 25. november 1832.
Oksøy var det første fyr i landet med linseapparat og Norge var det tredje land i verden som indførte systemet.

## Nutidens anlæg
Det oprindelige fyrtårn blev erstattet af et nyt, 36 meter højt støbejernstårn i 1900. Det er et af landets højeste. Også dette fyr har linseapparat: 1. ordens katadioptrisk linse, dvs. at den både reflekterer og forstærker lyset. Nominel rækkevidde er 19 sømil.
Der findes stadig spor efter det tidligere fyrtårn, lodsstation, semaforstation og et tysk barakanlæg fra andre verdenskrig på fyrområdet.
Oksøy fyr ejes af Staten. Fyret blev automatiseret og fraflyttet i 2004. Det er fredet efter lov om kulturminner og som naturreservat.

## Lodstationen
Lodstationen på Oksøy blev oprettet omkring 1950. Et styrehus fra fiskebåden «Agder 2» fra Flekkerøy blev ombygget til udkikshytte for lodserne.
I 1979 ble lodstationen flyttet til Kristiansand. I 1989 blev det vedtaget at lodshytten skulle restaureres og bevares for eftertiden. Sandsynligvis er den et af Norges mindste kulturminde.